# Bandeira do Aracati
A bandeira do Aracati é um dos símbolos oficiais do município do Aracati, estado do Ceará, Brasil.
A bandeira está prevista no artigo 2 da Lei Orgânica Municipal, que diz: "São Símbolos do Município: a Bandeira e o Hino, representativos de sua cultura e história"

## História
Em sessão do senado da câmara deste município realizada em Fevereiro de 1750, por sugestão do ouvidor geral da capitania, foi tido como estandarte em pano damasco vermelho tendo no centro uma tarja apresentando de um lado as armas reais e do outro uma cruz "por serem estas as armas da Vila". A Vila criada em 1747 tomou o nome de Vila de Santa Cruz do Aracati por existir no local uma cruz "in memoriam".

## Descrição
Seu desenho consiste em um retângulo de fundo vermelho com o brasão municipal no centro.

## Simbolismo
A descrição acima é a íntegra constante em dados oficiais da cidade. Notem que na época o plenário da câmara era denominado de Senado.
- Vila de Santa Cruz do Aracati - Antigo nome da cidade.
- O brasão símbolo das armas reais, era de D. José I, rei de Portugal, decorre do fato a coroa estar no poder, grande parte dos municípios brasileiros fazem alusões em sua bandeira ou brasões à coroa portuguesa, e em termos de heráldica isso era permitido pois era uma forma de divulgar o nome da família real na época.